# Thiendorf
Thiendorf är en kommun och ort i Landkreis Meissen i förbundslandet Sachsen i Tyskland. Kommunen har cirka 3 900 invånare.